# سیارک ۱۱۳۰۶
سیارک ۱۱۳۰۶ (به انگلیسی: 11306 Akesson، نامگذاری:1993FF18)۱۱۳۰۶مین سیارک کشف شده‌است که در ۱۷ مارس ۱۹۹۳ کشف شد.